# Walters and Kazha
Walters and Kazha var en lettisk Duo der deltog i Eurovision Song Contest 2005. Deres langsomme ballade "War is not over" kom på 5 pladsen, men førte gennem store dele af afstemningen.
I semifinalen to dage før finalen kom de på 10. pladsen, så var nok til at komme i finalen. Da der var afterparty mistede Walters sin stemme, hvilket gjorde at han kun mimede til sangen under generalprøven. Han sang dog i finalen, men han sang dog en oktav lavere end hvad der var meningen.
Walters prøvede også at komme til at repræsentere Letland til Eurovision Song Contest 2009, men han kom dog ikke til finalen i den lettiske by Ventspils.
Walters og Kazha kommenterede begge Eurovision Song Contest 2011 for den Lettiske tv station LTV. Walters gav også Letlands points både i 2010 og 2012.
Walters døde Onsdag den 17 Oktober 2018, 30 år gammel.